# 刘贵祥
刘贵祥（1963年3月—），河南新乡延津人，中共党员，法学博士、教授。2014年4月任最高人民法院审判委员会副部级专职委员，2014年12月至2018年4月任最高人民法院第一巡回法庭庭长，为二级大法官。

## 生平
1984年7月毕业于郑州大学法律系，1987年7月获吉林大学法学硕士学位。1986年7月加入中国共产党，1987年工作。
1987年7月任国家统计局政策法规司干部。1992年10月任国家统计局政策法规司副处长。1994年10月任国家统计局政策法规司处长。

## 最高人民法院
- 1996年9月，任最高人民法院经济审判庭干部；
- 1998年11月，任最高法经济审判庭正处级审判员；
- 2000年9月，任最高法民事审判第二庭正处级审判员；
- 2001年12月，任最高法民事审判第二庭副局级审判员；
- 2002年8月，任最高法民事审判第二庭副庭长，最高人民法院政治部副主任（2001年9月至2006年7月在对外经济贸易大学国际法专业在职研究生班学习，获法学博士学位；2004年7月至2005年7月挂职任湖南省高级人民法院副院长）；
- 2008年12月，任最高法审判委员会委员、民事审判第四庭庭长；
- 2013年6月，任最高法执行局局长，二级高级法官；
- 2014年4月，任最高法审判委员会副部级专职委员，升任二级大法官；[1]
- 2014年12月至2018年4月，任最高人民法院第一巡回法庭庭长。